# Amyna concolorata
Amyna concolorata är en fjärilsart som beskrevs av Barnes och Benjamin 1924. Amyna concolorata ingår i släktet Amyna och familjen nattflyn. Inga underarter finns listade i Catalogue of Life.